# 帝一之國
《帝一之國》是日本漫畫家古屋兔丸創作的校園政治題材漫畫作品，該漫畫最早刊載在集英社的《JUMP SQ.19》上，從2010年創刊号到2011年秋号連載，後轉移到同社的《Jump Square》，從2012年3月號到2016年5月號連載。

## 故事大綱
時值昭和時代，海帝高中是日本首屈一指的名校，許多畢業學生日後都成為日本政要或國家棟樑，而由歷屆學生會長組成的「海帝會長派閥」更是掌握日本政治命脈的派閥龍頭。主角赤場帝一的目標是成為總理大臣，把日本建立成世界最強的國家，也就是「帝一之國」。為達此目的，他的首要目標就是成為海帝的學生會長。
帝一在成為一年一班的室長後，判斷二年級的冰室羅蘭最有可能成為學生會長，便努力成為他的走狗，目的是讓他在成為會長後提拔自己成為下任會長。他和勁敵菊馬互相競爭，並提防著不知有何盤算的大鷹，完成了多項冰室指派的任務，並在夏季集訓的模擬槍戰中自殺，宣示對冰室的忠誠，但他卻忽略了另一名有力的會長候補森園，反讓森園取得優勢，帝一還因為自己的青梅竹馬美美子與大鷹過從甚密而心神不寧。後來帝一藉著摯友光明的計策替冰室除掉另一名競爭對手草壁哲也，重新博取冰室的信任。在海帝祭中，冰室積極拉攏體育系社團，而大鷹表態支持森園，讓局勢演變為冰室派與森園派間的對抗。
帝一的父親還注意到冰室的父親因過去的事件對自己懷恨在心，面對可能想替父親復仇的冰室，帝一背叛他並加入森園派。在他揭穿冰室打算以增加會費來填補政策買票的經費後，冰室開始用現金買票。但在投票當日，帝一受到光明啟發，營造了森園派是正義一方的形象，讓雙方的票數不相上下，最後大鷹彈投下廢票，將決定權交給學生會長堂山圭吾，堂山選擇森園做為下屆會長，落選的冰室跳樓自盡未遂，被森園拉攏為副會長。
帝一升上二年級，新的一年級室長各具特色，帝一和菊馬為了拉攏他們煞費苦心，最受矚目的是現任首相之子兼偶像裕次郎，他表態支持大鷹。森園上任後推動校園民主化，讓投票權人變更為全校學生，還開辦每月兩次的民調，調查適合的學生會長人選，帝一在首次民調中落後，又被所有一年級室長否定，讓他崩潰甚至逃學，在朋友的激勵下東山再起後，帝一獲得兩位一年級室長的支持，民調開始有了起色。另一方面，菊馬則將教團領袖之子蒜山的勢力納入麾下。
菊馬利用帝一、美美子及大鷹三人間的友情，將其操弄成亂搞男女關係，帝一和大鷹為了挽回局勢向美美子求婚，並將婚約與學生會長之爭掛勾。對美美子一見鍾情的裕次郎利用偶像身分拉近與她的關係，並在之後背叛大鷹加入菊馬旗下，但美美子對此很反感。海帝祭期間，菊馬和蒜山宣揚末世論吸收更多選票，更威脅森園的父親，讓森園不得不提名菊馬，逼得森園不顧中立原則，請帝一和大鷹替父親復仇。帝一派光明到教團臥底，光明雖取得證據，但他卻失風被囚並遭洗腦，帝一也因失去光明而成為廢人，他在自縊未遂後大徹大悟。重生的帝一退出會長選舉並輔佐大鷹，他還退出了婚約之爭。裕次郎中斷家裡對大鷹的資助，讓大鷹面臨繳不出學費的窘境，最後他和夥伴們一起打工並共度難關。美美子終於受不了裕次郎追求自己的手段，在電視上公開回絕了他，這也讓婚約之爭及會長選舉變得舉國皆知。
投票當日，森園駁回了帝一的退選申請，使局勢變回三強對決，會長選舉在全國直播中開幕，儘管不受教團影響的三年級生多投給帝一，但菊馬取得大量的一、二年級票，此時總理登場並揭發裕次郎扣住大鷹學費的事，再加上光明在擔任間諜時取得的證據，將蒜山欲建立神權政治帝國的陰謀及末世論的謊言一併揭露，並讓光明解除洗腦，菊馬因而失勢。局勢變回帝一和大鷹的對決，帝一在最後投給大鷹，讓大鷹成為會長。大鷹的改革讓海帝更加民主，他還促使總理揭發海帝會長派閥，讓派閥失去作用，也因為如此，帝一即使沒有成為會長，也仍然在數十年後當上總理。

## 登場人物

### 海帝高中評議會

#### 同學年
與帝一同學年的學生。
赤場帝一
一年一班的室長，以成為海帝學生會長為目標，每天努力不懈地邁進。他具有卓越的鋼琴技巧，童年時對政治不太在乎，但他的父親赤場讓介命令他成為政治家，帝一認為只要建立自己的國家，就能盡情地彈琴，於是走上政治一途。
神原光明
一年一班的副室長。他是帝一最重要的親信，他足智多謀且心靈手巧，因家中經營工廠，光明很擅長發明，他發明的印刷機、測謊機和竊聽器多次為帝一的計畫起了關鍵作用，而他也曾多次潛入敵陣，替帝一立下汗馬功勞。他在潛入菊馬派時遭到洗腦，期間對帝一的批評點醒了他。
大鷹彈
一年六班的室長，不是由海帝中學直升的外部生。他出身貧寒、善良親切、成績優秀、正義感強烈、對海帝的陳規不屑一顧。原本沒有成為學生會長的企圖，但在黑坂老師的託付下支持挺身而出，拒絕了冰室的賄賂並決定扶植森園成為會長。中學時受過現任總理大臣野野宮幸四郎幫助，與野野宮裕次郎有交情。
東鄉菊馬
一年二班室長，從小學時期就經常霸凌帝一，後來視他為宿敵。他擅長蒐集情報、出謀劃策，為達目的不擇手段，儘管多次敗給帝一，但菊馬仍為冰室立下不少功績。在升上二年級後，他藉著諸多策略一度取得超過八成的支持率，但在會長選舉失利後，他將自己的一票投給宿敵帝一。

#### 一學年上
比帝一大一學年的學長。
森園億人
二年級六班的室長。將棋高手，是一個擅長戰術布局的男人，原本對學生會長的位置沒興趣，但認為冰室割捨文化系社團的主張並不恰當，且面對冰室的挑戰，便顯現出好勝不服輸的性格。
冰室羅蘭
二年三班室長，具有領袖氣質的他讓會為了達成目標不擇手段地排除障礙。為了取得多數選票，他在海帝祭積極拉攏體育系社團。因為是美日混血，他在中學時期常遭歧視，使他立志要登上頂峰。他在落選後自殺未遂，被森園提拔為副會長後宣告了自己的重生。
草壁哲也
二年五班室長，他是除了冰室和森園以外，有可能成為學生會長的人選，因此遭東鄉菊馬和赤場帝一設計陷害，因而失勢。

#### 二學年上
比帝一大二學年的學長。
堂山圭吾
海帝高中學生會長，全校學生憧憬的對象，他的品行端正，具有絕對的權威和超群的統領能力，同時也十分謙卑，認為學生會長是替學生工作的僕人。

#### 一學年下
比帝一小一學年的學弟。
夢島玲
一年一班室長，身為偽娘的他具有超過百位支持者，而他也善於玩弄男人的心，深知自己的人脈對帝一的重要性，反過來以此威脅他。沒有特定的支持對象，只是喜歡找樂子。
久我信士
一年二班室長，他在中學時期組成愚連隊，外表看似不良少年，實際上是樂於助人的少年團體。久我原本憧憬中學時期的冰室，但在發現他洗心革面後十分痛心，並在菊馬的巧言下成為他的手下，但當他知道真相後轉為支持帝一。
野野宮裕次郎
一年三班室長，現任總理大臣野野宮幸四郎的三子，身兼偶像明星。對帝一不談理念、只顧選票的作風感到極度厭惡，支持有交情的大鷹。
羽入慎之介
一年四班室長，將棋的功力在森園之上，他在對日本的未來進行分析後感到憂心，因此企圖成為總理大臣。因推算大鷹成為會長的機率最高而支持他。他透過誘導讓菊馬派的行徑趨近於法西斯主義，目的是使對方自我膨脹並走向滅亡。
成田瑠流可
一年五班室長，時尚設計師之子，在重視打扮的學生中有影響力。並不關注選舉，只會認同自己認為可愛或美麗的事物，因此數度於菊馬派和帝一派間游移。
高天原蒜山
一年六班室長，新興宗教教祖之子，校內有不少他的信徒。表面上是為了讓教會更為穩固而試圖透過海帝高中獲得穩固的政商渠道，實際上是為了復興兒時被父親消滅的恐怖組織。他在童年時不滿自己的未來已經被父親決定（繼承教組之位），和志同道合的裕次郎建立了反抗大人的「美乃滋帝國」並犯下多起罪案，他們在被捕並接受強制治療後一度好轉，但在進入海帝後復發並更加兇暴，蒜山和裕次郎合作，試圖讓日本成為政教合一的獨裁軍事國家。

### 其它人物
白鳥美美子
帝一的青梅竹馬，花園女子高校的學生。她很喜歡帝一彈鋼琴的樣子，小學時經常保護被霸凌的帝一，並因此與他成為戀人。在海帝實施禁止異性間不純交往後，她的存在一度成為帝一的阻礙。隨著帝一對選舉逐漸狂熱，她開始懷疑自己對帝一的感情並被大鷹彈的風采吸引，後來她與兩人分手。在會長選舉後，她認可了帝一的成長並重新喜歡上他，並與他訂婚。
赤場讓介
帝一的父親，就讀海帝高中時期於學生會長選戰敗給菊馬的父親，因此一輩子的仕途都受到影響，但仍憑自己的能力成為通產省高官。他的背上有毘沙門天的刺青，經常假毘沙門天的名義來給帝一建言。
川俣豐治
帝一的班導師，外號「會長製造機」，恪守海帝的傳統規矩。他曾協助帝一執行計畫、或安插心腹協助帝一，力保他成為會長。
黑坂禮子
因為厭惡海帝高中陳腐的傳統，獨排眾議選擇大鷹彈成為室長，並期望他能扭轉海帝的制度。在力薦大鷹成為室長後就被剝奪一半的獎金，還被流言中傷。

## 出版書籍
| 冊數 | 集英社        | 集英社                 | 東立出版社     | 東立出版社             |
| 冊數 | 發售日期      | ISBN                   | 發售日期       | ISBN                   |
| ---- | ------------- | ---------------------- | -------------- | ---------------------- |
| 1    | 2011年3月4日  | ISBN 978-4-08-870184-4 | 2013年1月7日   | ISBN 978-986-317-050-1 |
| 2    | 2011年12月2日 | ISBN 978-4-08-870335-0 | 2013年1月7日   | ISBN 978-986-317-051-8 |
| 3    | 2012年7月4日  | ISBN 978-4-08-870473-9 | 2013年7月3日   | ISBN 978-986-317-508-7 |
| 4    | 2012年11月2日 | ISBN 978-4-08-870543-9 | 2013年12月10日 | ISBN 978-986-324-622-0 |
| 5    | 2013年3月4日  | ISBN 978-4-08-870638-2 | 2014年2月20日  | ISBN 978-986-332-241-2 |
| 6    | 2013年7月4日  | ISBN 978-4-08-870774-7 | 2015年3月10日  | ISBN 978-986-337-410-7 |
| 7    | 2013年11月1日 | ISBN 978-4-08-870877-5 | 2018年10月25日 | ISBN 978-986-348-064-8 |
| 8    | 2014年4月4日  | ISBN 978-4-08-880032-5 | 2019年5月17日  | ISBN 978-986-365-118-5 |
| 9    | 2014年8月4日  | ISBN 978-4-08-880161-2 | 2019年11月11日 | ISBN 978-986-365-993-8 |
| 10   | 2014年12月4日 | ISBN 978-4-08-880232-9 | 2020年8月28日  | ISBN 978-986-382-733-7 |
| 11   | 2015年5月1日  | ISBN 978-4-08-880338-8 | 2021年2月25日  | ISBN 978-986-431-748-6 |
| 12   | 2015年9月4日  | ISBN 978-4-08-880471-2 | 2021年9月10日  | ISBN 978-986-462-460-7 |
| 13   | 2016年1月4日  | ISBN 978-4-08-880590-0 | 2024年2月2日   | ISBN 978-626-347-232-7 |
| 14   | 2016年5月2日  | ISBN 978-4-08-880678-5 |                |                        |

## 廣播劇
於2012年2月3日至2月24日（全4話），以「先睹為快 JUMP Bang!」為節目名稱，在東京電視台、Vomic官方網站發佈。
配音員
- 赤場帝一：福山潤
- 榊原光明：齋賀光希
- 堂山圭吾：樋口智透
- 古賀平八郎：四宮豪
- 川俣豊治：最上嗣生
- 石井桃太郎：淺利遼太
- 東郷菊馬：吉開清人
- 根津二四三：蜂須賀智隆
- 赤場夢子：稻川英里
- 旁白：高口公介

## 舞台劇
第一章以『學蘭歌劇 帝一の國』為標題，於2014年4月18日至5月6日在PARCO劇場上演。第二章以『學蘭歌劇 帝一の國 -決戦のマイムマイム-』為標題，於2015年7月12日至7月20日在AiiA 2.5 Theater Tokyo劇場上演。最終章以『學蘭歌劇 帝一の國 -血戦のラストダンス-』為標題，2016年3月17日至3月27日在AiiA 2.5 Theater Tokyo劇場上演。
演員
- 赤場帝一：木村了
- 大鷹彈：入江甚儀
- 榊原光明：三津谷亮
- 東郷菊馬：吉川純廣
- 根津二四三：谷戶亮太
- 森園億人：大河元氣 ※影像演出
- 冰室羅蘭：富森賈斯汀
- 駒光彦：細貝圭
- 本田章太：瀨戶祐介
- 草壁哲也：勝信
- 夢島玲：佐藤永典 ※影像演出
- 久我信士：佐藤流司
- 野野宮裕次郎：市川知宏
- 羽入慎之介：原嶋元久
- 成田瑠流可：細貝圭
- 光家吾郎：富森賈斯汀
- 高天原蒜山：瀨戶祐介
- 白鳥美美子：井上小百合（乃木坂46）、樋口日奈（乃木坂46） ※雙卡司，影像演出
- 堂山圭吾：津田健次郎 ※影像演出
- 赤場讓介：大堀幸一 ※影像演出

## 電影
於2017年4月29日上映，監督為永井聡，主演由菅田将暉擔任。
演員
- 赤場帝一：菅田將暉
- 東郷菊馬：野村周平
- 大鷹彈：竹內涼真
- 冰室羅蘭：間宮祥太朗
- 榊原光明：志尊淳
- 森園億人：千葉雄大
- 白鳥美美子：永野芽郁
- 赤場譲介：吉田鋼太郎
- 堂山圭吾：木村了
- 駒光彦：鈴木勝大
- 根津二四三：萩原利久
- 佐佐木洋介：岡山天音
- 古賀平八郎：井之脇海
- 美山玉三郎：松本岳
- 山羽喜一郎：若林司
- 白鳥美美子（幼少時）：安藤美優

## 外部連結
- 《帝一之國》JUMP SQ公式站 （页面存档备份，存于）
- 《帝一之國》VOMIC公式站
- 學蘭歌劇《帝一之國》
- 學蘭歌劇《帝一之國》【第二章】-決戦のマイムマイム-
- 學蘭歌劇《帝一之國》【最終章】-血戦のラストダンス-
- 學蘭歌劇『帝一の國』公式博客 （页面存档备份，存于）
- 學蘭歌劇《帝一之國》的X（前Twitter）
- 電影《帝一之國》公式站 （页面存档备份，存于）
- 電影《帝一之國》的X（前Twitter）
- 帝一之國的Instagram帳戶